# パトリシア・ナッチブル
ビルマの第2代マウントバッテン伯爵パトリシア・エドウィナ・ヴィクトリア・ナッチブル（Patricia Edwina Victoria Knatchbull, 2nd Countess Mountbatten of Burma, CBE, MSC, CD, JP, DL、1924年2月14日 - 2017年6月13日）は、イギリスの連合王国貴族。初代マウントバッテン・オブ・ビルマ伯爵ルイス・マウントバッテンの長女。
1979年に父が暗殺で亡くなり、マウントバッテン・オブ・バーマ（ビルマ）伯爵位を襲爵した（マウントバッテン・オブ・バーマ伯爵位は、男性相続人がいなかった場合に限り、男系の女性相続人で最も血縁の近い年長者が爵位を継承することを特許状で認められている稀な例である）。また三又従妹であるエリザベス2世女王の女官を務めた。女王の夫エディンバラ公フィリップ王子とは従兄妹同士である。

## 来歴
ルイス・マウントバッテンとエドウィナ・アシュリー夫人（シャフツベリー伯爵家の子孫で、資産家アーネスト・カッセルの女子相続人でもあった）の間の長女として生まれた。パトリシアという名は、パトリシア・ラムジー（ヴィクトリア女王の三男であるコノート公爵アーサーの二女）に因んで名づけられた。マルタ島、イングランド、ニューヨークを転々としながら育ち、1943年に19歳でイギリス海軍女性部隊に入隊し、イギリスの共同作戦本部で働いた。1945年には東南アジアに置かれていた連合国軍最高司令本部に転属となり、この地で父の補佐官を務めていたジョン・ブラボーン（第7代ブラボーン男爵）と知り合い、翌1946年10月26日に結婚した。
1973年、パトリシアはケント州の副知事に任命された。治安判事も兼務しており、さらにはSOS子どもの村イギリス支部や準軍事組織フロンティアーズメン部隊など、様々な組織の活動に貢献した。その後、パトリシアは聖ヨハネ勲章を受章している。
1974年6月15日、名付け親であるパトリシア・ラムジーの後任として、パトリシア王女カナダ軽騎兵連隊のカーネル・イン・チーフ（Colonel-in-Chief）に着任した。同連隊はパトリシア・ラムジーの父親であるコノート公アーサーがカナダ総督を務めていた第1次世界大戦中に、パトリシア・ラムジーに因んで創設された部隊である。1979年にマウントバッテン伯爵位を継いだ後も、パトリシアは同連隊の将校や兵卒から「レディ・パトリシア」と呼ばれるのを好んだ。2007年3月17日、パトリシアはパトリシア王女カナダ軽騎兵連隊カーネル・イン・チーフの職を退き、前カナダ総督エイドリアン・クラークソンがその後任となった。2007年8月28日、カナダ総督はパトリシアのカナダ軍軽騎兵連隊カーネル・イン・チーフとしての働きを称え、彼女にカナダ功労十字章を授けた。
1979年8月27日、アイルランド北西部のドネゴール湾にてIRAがヨットに仕掛けた爆弾テロにより、わずか14歳の息子ニコラス、父マウントバッテン卿、姑のブラボーン男爵未亡人ドリーンを失った。また一行の乗ったヨットの漕ぎ手を務めていた15歳の少年も巻き添いになった。同乗していたパトリシア、夫ブラボーン卿、別の息子ティモシーは怪我を負ったものの、命は助かった。
父の暗殺により爵位を継承して伯爵となったパトリシアは、貴族院議員となり、1999年の貴族院法によって世襲貴族の大半が議席を追われるまで議員を務めた。パトリシアとその夫ブラボーン卿は2005年にブラボーン卿が死去するまで夫婦両方が自身の権利によって爵位を有していたが、これは珍しいことであった。

## 子女
パトリシアはブラボーン卿との間に8人の子女をもうけた。
- 第3代マウントバッテン・オブ・ビルマ伯爵ノートン・ルイス・フィリップ・ナッチブル閣下（1947年 - ）
- マイケル＝ジョン・ウルリック・ナッチブル閣下（1950年 - ）
- アンソニー・ナッチブル閣下（1952年、夭折）
- ジョアンナ・エドウィナ・ドリーン・ナッチブル嬢（1955年 - ）
- アマンダ・パトリシア・ヴィクトリア・ナッチブル嬢（1957年 - ）
- フィリップ・ウィンダム・アシュリー・ナッチブル閣下（1961年 - ）
- ティモシー・ニコラス・ジーン・ナッチブル閣下（1964年 - ） - ニコラスの双子の兄
- ニコラス・ティモシー・チャールズ・ナッチブル閣下（1964年 - 1979年） - ティモシーの双子の弟、IRAの爆弾テロの犠牲者